# Завалівський платан
«Завалівський платан» — ботанічна пам'ятка природи місцевого значення в Україні. Пам'ятка природи розташована на території Тернопільського району Тернопільської області, с. Завалів, садиба селянської спілки.
Площа — 0,02 га, статус отриманий у 1990 році.